# 無間盜 (2011年電影)
《無間盜》（英語：Sacrifice）是一部2011年美國和加拿大合拍的動作驚悚片，由達米安·李編導，小古巴·古丁及克利斯汀·史萊特主演。電影以兒童綁架為主題，講述一名臥底警察受託照顧一名5歲的女孩。不久之後，女孩被人綁架，警察必須將其救出。本片2011年4月26日透過聯盟電影於加拿大發行，千禧娛樂在美國發行了DVD和藍光。

## 演員
- 小古巴·古丁飾演約翰·希布倫（John Hebron）
- 克利斯汀·史萊特飾演波特神父（Father Porter）
- 戴文·博斯蒂克飾演麥克·羅佩茲（Mike Lopez）
- 蘿拉·黛安絲（Lara Daans）飾演潔德（Jade）
- 金·高斯飾演阿門特（Arment）
- 漢娜·尚蒂（Hannah Chantée）飾演諾艾兒·希布倫（Noelle Hebron）
- 亞凱迪亞·坎達兒（Arcadia Kendal）飾演安潔兒（Angel）
- 雅典娜·卡卡尼斯飾演瑞秋（Rachel）

## 外部連結
- 互联网电影数据库（IMDb）上《無間盜》的资料（英文）